# 博羅瓦 (伊久姆區)
博羅瓦（羅馬化：Borova），又按俄语名译为博罗瓦亚，是烏克蘭東部哈爾科夫州伊久姆區博罗瓦市镇内的鎮及該市鎮的行政中心。始建於1670年，面積7.8平方公里，海拔高度92米，2018年人口5,277。
2022年3月，博羅瓦被俄羅斯攻佔。10月3日，博羅瓦被烏克蘭收復。

## 備註
1. ↑  俄語：